# Micropanchax
 Micropanchax és un gènere de peixos de la família dels pecílids i de l'ordre dels ciprinodontiformes.

## Taxonomia
- Micropanchax bracheti (Berkenkamp, 1983)
- Micropanchax ehrichi (Berkenkamp & Etzel, 1994)
- Micropanchax keilhacki (Ahl, 1928)
- Micropanchax kingii (Boulenger, 1913)
- Micropanchax loati (Boulenger, 1901)
- Micropanchax macrophthalmus (Meinken, 1932)
- Micropanchax pfaffi (Daget, 1954)
- Micropanchax rudolfianus (Worthington, 1932)
- Micropanchax scheeli (Roman, 1970)[1][2][3][4][5]